# Vương Quán Trung
Vương Quán Trung (tiếng Trung: 王冠中; sinh tháng 2 năm 1953) là Thượng tướng Quân Giải phóng Nhân dân Trung Quốc (PLA), nguyên Ủy viên Ban Chấp hành Trung ương Đảng Cộng sản Trung Quốc khóa XVIII, nguyên Phó Tổng Tham mưu trưởng Bộ Tham mưu liên hợp.

## Thân thế và binh nghiệp
Vương Quán Trung sinh năm 1953 tại Triệu Đông, Tuy Hóa, tỉnh Hắc Long Giang. Ông tốt nghiệp chuyên ngành chủ nghĩa xã hội khoa học, Viện nghiên cứu sinh, Trường Đảng Trung ương Đảng Cộng sản Trung Quốc và từng có thời gian làm thư ký cho Dương Thượng Côn, Phó Chủ tịch Quân ủy kiêm Tổng thư ký Quân ủy Trung ương Trung Quốc.
Ông nhập ngũ tháng 12 năm 1970, phục vụ trong lực lượng Pháo binh của Quân khu Thẩm Dương và gia nhập Đảng Cộng sản Trung Quốc năm 1974.
Từ năm 1978 đến năm 1979, ông theo học tại Học viện Chính trị Quân Giải phóng Nhân dân Trung Quốc tại Tây An.
Tháng 2 năm 2001, nhậm chức Phó Chủ nhiệm Văn phòng Quân ủy Trung ương. Cũng trong năm 2001, ông được phong phong quân hàm Thiếu tướng.
Năm 2007, nhậm chức Chủ nhiệm Văn phòng Quân ủy Trung ương Trung Quốc.
Tháng 10 năm 2007, tại Đại hội Đảng Cộng sản Trung Quốc lần thứ 17, Vương Quán Trung được bầu làm Ủy viên Ủy ban Kiểm tra Kỷ luật Trung ương Đảng Cộng sản Trung Quốc, nhiệm kỳ 2007—2012. Năm 2009, thăng quân hàm Trung tướng.
Tháng 10 năm 2012, bổ nhiệm giữ chức Phó Tổng Tham mưu trưởng Quân Giải phóng Nhân dân Trung Quốc (PLA). Tháng 11 năm 2012, Vương Quán Trung được bầu làm Ủy viên Ban Chấp hành Trung ương Đảng Cộng sản Trung Quốc khóa XVIII.
Ngày 31 tháng 7 năm 2015, Vương Quán Trung thụ phong quân hàm Thượng tướng (shang jiang).
Tháng 1 năm 2016, bổ nhiệm giữ chức Phó Tổng Tham mưu trưởng Bộ Tham mưu liên hợp Quân ủy Trung ương Trung Quốc.

## Đối thoại Shangri-la năm 2014
Năm 2014, Vương Quán Trung, với tư cách là đại biểu quân sự, đã dẫn đầu phái đoàn Trung Quốc tham dự diễn đàn Đối thoại Shangri-la được tổ chức ở Singapore. Sau khi bị Thủ tướng Nhật Bản Shinzo Abe và Bộ trưởng Quốc phòng Hoa Kỳ Chuck Hagel lên tiếng chỉ trích vì đã có những cách hành xử thiếu tôn trọng và tế nhị với những người đồng cấp, phát ngôn gây tranh cãi về chủ quyền của Trung Quốc đối với hai quần đảo Hoàng Sa và Trường Sa, Vương Quán Trung đã có bài phát biểu phản pháo lại ông Abe và ông Hagel. Ông cho rằng: "Dường như cả Mỹ và Nhật Bản đang sát cánh cùng với nhau để phát động cuộc chiến chống Trung Quốc trên phạm vi quốc tế, họ muốn Trung Quốc phải sụp đổ ngay bây giờ. Tôi thực sự không thể hiểu nổi tại sao thế giới lại không thể nào hiểu được một điều rằng Hoàng Sa và Trường Sa đã là một phần không thể tách rời của Trung Quốc từ 2.000 năm trước, các người lúc nào cũng cho rằng chúng là của Việt Nam. Thật đáng xấu hổ! Thật là nhục nhã cho Trung Quốc!".